# Cent quatre
El nombre 104 (CIV) és el nombre natural que segueix el nombre 103 i precedeix el nombre 105.
La seva representació binària és 1101000, la representació octal 150 i l'hexadecimal 68.
La seva factorització en nombres primers és 23×13; altres factoritzacions són 1×104 = 2×52 = 4×26 = 8×13; és un nombre 4-gairebé primer: 2 X 2 X 2 X 13 = 104.

## En altres dominis
- És el nombre atòmic del rutherfordi